# Aneides lugubris
Espèce
Synonymes
- Triton tereticauda Eschscholtz, 1833
- Salamandra lugubris Hallowell, 1849 "1848"
- Ambystoma punctulatum Gray, 1850
- Plethodon crassulus Cope, 1886
- Autodax lugubris farallonensis Van Denburgh, 1905

Statut de conservation UICN

 LC  : Préoccupation mineure
Aneides lugubris est une espèce d'urodèles de la famille des Plethodontidae.

## Description
Cet urodèle mesure environ 7,5 cm à l'âge adulte. Il est sombre sur le dessus (brun léger à brun sombre) et pâle sur le dessous (jaunâtre, blanchâtre ou grisâtre), avec une démarcation nette entre les deux coloris sur les flancs. Ces derniers sont marqués par 13 à 14 sillons costaux. Les doigts sont plats et largement écartés, ils font suite à des membres peu décollés du sol. La queue est préhensile.

## Comportement

### Alimentation
Cet amphibien se nourrit essentiellement d’arthropodes, notamment des coléoptères, chenilles, cloportes, mille-pattes et fourmis.

### Reproduction
La ponte a lieu entre juillet et septembre. Les femelles déposent un nombre d'œufs restreint (de 12 à 18) dans des cavités humides telles que crevasses ou arbres creux. La ponte ne sera pas couvée, mais des adultes ont été observés en train de tenter de la protéger de prédateurs ou encore de travailler à la maintenir humide. Chaque œuf est suspendu à une surface solide de la cavité où il a été pondu par un pédoncule court qui a tendance à s’emmêler avec celui des œufs voisins, formant ainsi des sortes de grappes. Les œufs éclosent d'août à fin septembre.

### Rythme de vie
Aneides lugubris ne sort de sa cachette que lorsque les conditions extérieures sont suffisamment humides, ce qui est rarement le cas en été. Durant les périodes sèches, il se réfugie dans un refuge où l'humidité est importante, comme un puits à eau, un arbre creux, un terrier construit par un autre animal ou une crevasse. Leur maximum d’activité a donc lieu entre octobre et mai, sauf les jours où les températures sont trop basses.

### Place dans l'écosystème
Ce prédateur entre en compétition avec d’autres espèces d’amphibiens, lorsqu'ils vivent dans les mêmes zones, tels que les membres des genres Batrachoseps ou Ensatina.
Ils subissent sans doute la prédation de carnassiers plus grands qu'eux, tels que les amphibiens Dicamptodon ensatus, Rana draytonii et Rana catesbeiana, des serpent du genre Thamnophis, Diadophis punctatus, Contia tenuis, d'oiseaux, ou de certains mammifères nocturnes tels que les ratons-laveurs ou certains Soricidae.

## Distribution et habitat
Cette espèce se rencontre en Californie aux États-Unis, sur l'île du Sud des îles Farallon et sur l'île Santa Catalina, et en Basse-Californie au Mexique.
Elle vit dans les zones boisées de conifères ou de feuillus, ou dans le chaparral, à une altitude variant du niveau de la mer à environ 1 500 m.

## Publication originale
- Hallowell, 1849 "1848" : Description of a new salamander from upper California. Proceedings of the Academy of Natural Sciences of Philadelphia, vol. 4, p. 126 (texte intégral).